# Rossocha
La Rossocha (in russo  Россоха?) è un fiume della Russia siberiana orientale, affluente di sinistra della Alazeja. Scorre nel territorio degli ulus (distretti) Srednekolymskij e Nižnekolymskij della Repubblica della Sacha-Jakuzia.
Il fiume, che è il maggior affluente dell'Alazeja, è formato dalla confluenza dei due fiumi Arga-Jurjach e Ilin-Jurjach. Il bacino del fiume si estende per intero nel Bassopiano della Kolyma; il fiume nasce nella sua parte sud-occidentale e scorre con direzione mediamente nord-orientale drenando un territorio piatto, interessato da permafrost e ricco di zone paludose. Il maggior affluente è il Balyktach (lungo 190 km) proveniente dalla destra idrografica.
La Rossocha è gelata dagli inizi di ottobre agli inizi di giugno; non incontra, nel suo corso, centri abitati di rilievo.